# Camponotus kutteri
Camponotus kutteri är en myrart som beskrevs av Auguste-Henri Forel 1915. Camponotus kutteri ingår i släktet hästmyror, och familjen myror. Inga underarter finns listade.